# Polianka
Polianka est un village de Slovaquie situé dans la région de Trenčín.

## Histoire
La première mention écrite du village date de 1955.

## Démographie

### Évolution de la population
| Année:               | 1994. | 2004.    | 2014.   | 2024.   |
| -------------------- | ----- | -------- | ------- | ------- |
| Nombre de personnes: | 401   | 356      | 384     | 396     |
| Différence:          |       | -11,22 % | +7,86 % | +3,12 % |

| Année:               | 2023. | 2024.   |
| -------------------- | ----- | ------- |
| Nombre de personnes: | 404   | 396     |
| Différence:          |       | -1,98 % |